# Vientre de alquiler (práctica)
Vientre de alquiler, o gestación subrogada, es la práctica por la que, con un previo acuerdo con otra persona o pareja, una mujer queda embarazada y da a luz a un bebé para esa otra persona o pareja, las cuales se convierten en padres del bebé. El embrión gestado suele ser resultado de la fecundación de un óvulo por un espermatozoide de la mencionada persona o pareja comitente, sea porque han generado biológicamente esos gametos (fecundación homóloga) y/o porque los han recibido de una donación (fecundación heteróloga).
Desde su comienzo como práctica comercial en los años 1970, suscitó controversias éticas, legales y sociales. Las distintas posiciones respecto a esta práctica se diferencian principalmente entre aquellas que la consideran como el ejercicio de la libertad individual y alternativa gubernamental contra la baja natalidad y las que la consideran una forma de explotación y denigrante hacia la mujer.
Esta práctica solo está permitida en un número reducido de países, y en algunos solo en algunos estados o provincias y no en todo el país. La situación legal de esta práctica es diferenciada y va desde la prohibición expresa hasta la reglamentación detallada, pasando por la ausencia de legislación que la mencione de manera directa en algunos países.

## Historia

### Práctica inicial: desde 1970
En los años 1970, gracias a la inseminación artificial se abrió una nueva y polémica forma de crear una familia gracias a la maternidad subrogada. Uno de los pioneros de esta práctica en Estados Unidos fue el abogado Noel Keane. En 1976, Míchigan, un amigo de su hermana preguntó a Keane si podía conseguir que una mujer fuese inseminada por un hombre y gestase un bebé para él y su propia mujer que no podía concebir. Keane puso un anuncio en periódicos para estudiantes y contactó con una mujer dispuesta a dicho acuerdo. Fue entonces cuando Keane negoció y escribió el primer acuerdo formal entre una pareja casada y una gestante subrogada en Estados Unidos. Keane abrió una clínica para dedicarse al negocio de la gestación subrogada.
En 1984, en Nueva Jersey, Mary Beth Whitehead contactó, por un anuncio en prensa, con el Centro de Infertilidad de Nueva York, dirigido por Keane. En este caso, una pareja (los Stern) llegaron a un acuerdo de subrogación por el que la Whitehead se sometería a un proceso de inseminación artificial con el esperma de William Stern. Whitehead dio a luz en 1986 y entregó el bebé, conocido a partir de entonces como Baby M. Un día después de la entrega, Whitehead se arrepintió e intentó recuperarlo. En 1987 los juzgados dieron validez al acuerdo de subrogación y concedieron la custodia legal a los Stern. Un año después, en 1988 la Corte Suprema de Nueva Jersey revocó la validez del acuerdo de subrogación pero mantuvo la custodia legal para los Stern considerando que era en el mejor interés para el niño y concedió a Whitehead un régimen de visitas.[cita requerida]
En 1988, debido a la repercusión del caso Baby M, el estado de Míchigan aprobó una ley para prohibir completamente la gestación subrogada. Lo cual llevaría a Keane a cerrar su clínica en Michigan y continuar el negocio en otros estados. Entre 1976 y 1997, Keane arregló alrededor de 600 acuerdos de este tipo, en los que él cobraba 10.000 dólares y la gestante otros 10.000 dólares, además de unos 5.000 dólares en gastos médicos.

### El alquiler de vientres o subrogación gestacional: desde 1980
A partir de los años 1980, los avances tecnológicos de la fecundación in vitro permitieron un nuevo tipo de subrogación: la subrogación gestacional. Esta se caracteriza por dividir los roles de la madre biológica en dos: la gestante y la madre genética. La madre genética, que puede ser madre intencional o una donante, aporta sus óvulos que son fecundados in vitro con el esperma de un padre intencional o un donante. Los embriones son transferidos a la gestante, que gesta y alumbra al niño sin tener ninguna relación genética con este. Esta posibilidad fue ganando popularidad respecto a la subrogación tradicional, ya que la falta de relación genética de la gestante reduce los problemas legales en la filiación. Estudios recientes de epigenética indican que, aunque la secuencia genética como tal no sufre alteraciones, durante los nueve meses de embarazo la madre gestante es capaz de modular la expresión génica de su futuro hijo. Este intercambio que se da entre el endometrio y el embrión explica por qué muchos bebés nacidos gracias a la ovodonación se parecen a sus madres.
El primer caso publicado se dio en 1984 cuando una pareja recurrió a una amiga para que gestase para ellos.
En 1994 se dio a conocer el primer caso de subrogación gestacional en India. Desde entonces la subrogación gestacional comercial en India fue en aumento debido a distintos factores. Por un lado, tras en 2003 comenzó un plan gubernamental para promocionar el país como destino turismo médico con incentivos financieros y visados especiales. Por otro lado, los costes son mucho más bajos que en los países de origen (entre 59.000 y 80.000 dólares en Estados Unidos y entre 10.000 y 35.000 dólares en India). Además, también jugó un importante factor el hecho de que las leyes en la mayoría de los países occidentales eran más restrictivas que en India.
La subrogación está prohibida o altamente restringida en la mayoría de los países industrializados, con la notable excepción de algunos estados de Estados Unidos. Por otro lado, algunos países como India, Ucrania, Georgia o Nepal carecen o han carecido hasta recientemente de regulación suficiente. Esto, junto a los bajos costes respecto a países más ricos, los han convertido en destinos de turismo reproductivo.[cita requerida]

## Situación legal de la práctica por país

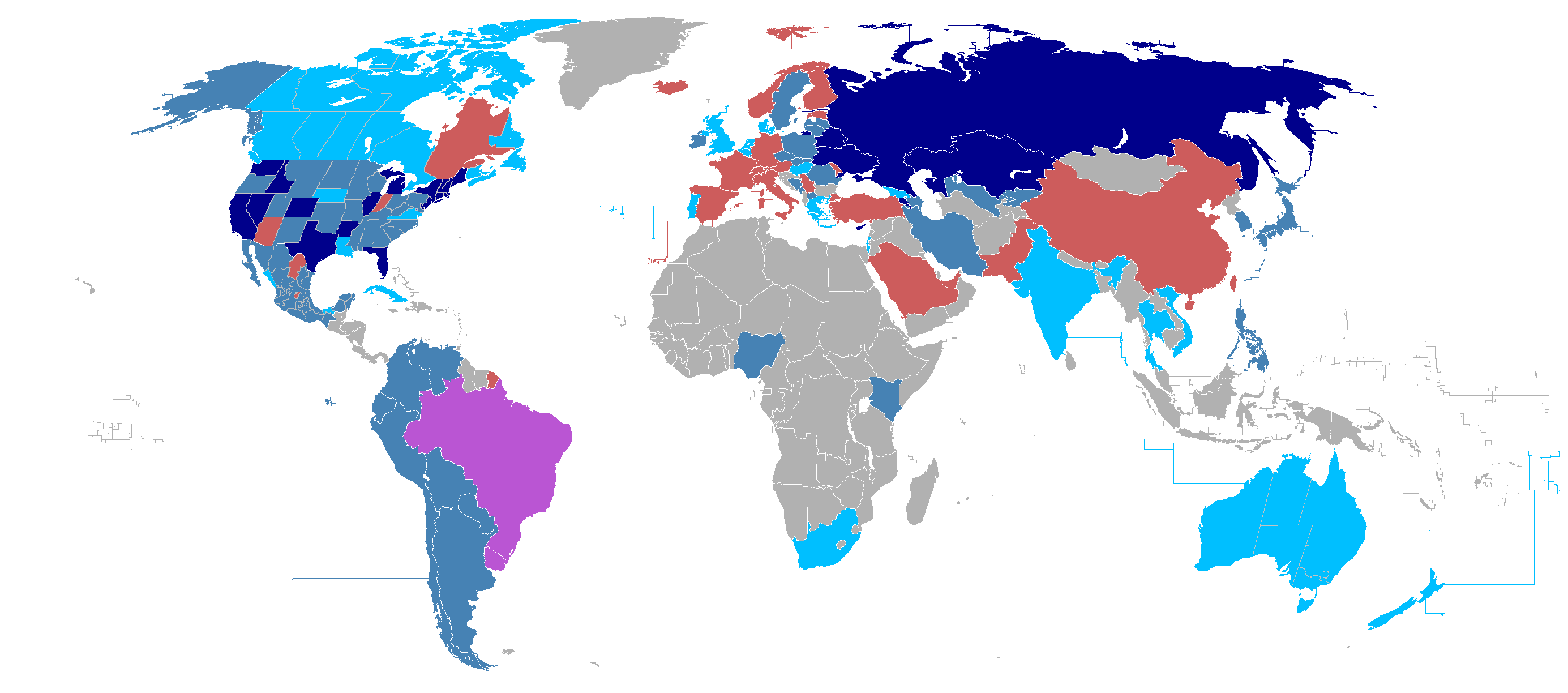
Regulación legal de la gestación subrogada en el mundo:
Legal las formas retribuida y altruista
Sin regulación legal
Legal solo de forma altruista
Permitida entre familiares hasta segundo grado de consanguinidad
Prohibida
No regulada/situación incierta

Existe una gran diversidad de regulaciones entre los distintos países. Entre los países europeos que prohíben expresamente la gestación por sustitución se encuentran España, Francia, Italia, Alemania, Suiza y Suecia. Entre los que la han dotado de un marco legal se encuentran: Portugal, Grecia, Reino Unido, Bélgica y Países Bajos, aunque con distintos matices. Así, por ejemplo, en Bélgica se exige que sea altruista, que haya una relación biológica de alguno de los dos padres, y que no haya sido posible la maternidad con alguna de las técnicas de reproducción asistida. Igualmente en los Países Bajos, es nulo el contrato económico, sólo lo puede ser altruista, la gestante puede quedarse con el hijo, el material genético debe provenir del padre y la madre intencionales, y deben ser aprobados por una Comisión Nacional.
Francia ha sido muy activa en este debate planteando una campaña internacional en apoyo de la decisión del Gobierno francés que ha legislado para evitar otorgar la nacionalidad a los niños concebidos por esta técnica con el fin de desincentivar esta práctica entre los ciudadanos franceses. Sin embargo, ha tenido que reconocer a estos niños debido a una sentencia firme del Tribunal Europeo de Derechos Humanos de Estrasburgo que obliga a todos los países que forman parte del Consejo de Europa a registrar a todos los niños nacidos por gestación subrogada siempre que haya relación genética con al menos uno de los progenitores.

### Canadá
En Canadá, es legal y está regulada y controlada por el Ministerio de Salud. La ley no hace distinción para las parejas heterosexuales como para parejas gay, lesbianas, hombres y mujeres solos. También se puede acceder sin necesidad de aportar carga genética alguna. 
La filiación se obtiene mediante una sentencia judicial a favor de los padres de intención, permitiendo que les otorga el acceso directo, no solo a la nacionalidad española, sino también a la canadiense y también obtiene así los derechos de todas las partes que intervienen.*
Una gestante en Canadá no puede recibir ninguna compensación económica, ya que esto implicaría un beneficio por gestar un niño. Esta forma de subrogación se llama "subrogación altruista". Según la "Ley de Reproducción Humana Asistida de Canadá", adoptada en 2004, la gestante solo puede recibir el reembolso de los gastos incurridos, previa presentación de las facturas a un organismo especializado, y limitados a una lista de bienes y servicios (medicamentos, procedimientos médicos, transporte a la clínica...).

### Colombia
En Colombia, no está regulado en la legislación colombiana, pero según la Sentencia T-968 de 2009 de la Corte Constitucional de Colombia, un caso en Colombia fue aceptado debido a que no existe una norma explícita en la legislación. Una de las situaciones que causó polémica en el país fueron dos casos de esta práctica realizados por James Rodríguez, aspecto que causó una demanda tanto nacional como extranjera de estos tipos de contratos civiles en Colombia.

### Cuba
A finales de septiembre de 2022, Cuba ratificó en referéndum la legalización de la "gestación solidaria" con un 66,87% de la población a favor del proyecto de ley con la condición de que no medie remuneración, dádiva u otro beneficio para lograrlo. El alquiler de vientres fue tajantemente descartado en las consultas populares previas a la elaboración del código.

### Estados Unidos
En los Estados Unidos esta práctica está permitida en algunos estados y prohibida en otros. Los estados en los cuales se consideran legales los contratos son Florida,  California, Illinois, Arkansas, Massachusetts, Nebraska, Nevada y Maryland, mientras que otros estados, como Arizona, Míchigan, Indiana, Luisiana o Wyoming está prohibido. En los estados en los cuales esta práctica es legal, el proceso de gestación subrogada para un bebé puede costar entre 120.000 y 160.000 euros, mientras que para un embarazo de mellizos es necesario contar con un presupuesto mínimo de 200.000 euros.
Esta práctica alcanzó repercusión pública por primera vez con el caso "Baby M" en el año 1986. El caso tuvo su origen en el acuerdo que alcanzaron dos residentes del estado de Nueva Jersey, William Stern (marido de Betsy Stern) y Mary Beth Whitehead, por el cual esta aceptó quedar embarazada con el semen de Willam Stern (aportando ella el óvulo) y ceder sus derechos parentales a Betsy Stern. Sin embargo, una vez nacido el bebé, Mary Beth Whitehead huyó con él y el matrimonio Stern la demandó en los tribunales. En última instancia, el Tribunal Supremo de Nueva Jersey declaró que el acuerdo alcanzado —y la consiguiente cesión de los derechos parentales de Mary Beth Whitehead a Betsy Stern— era nulo y que, por consiguiente, los padres del bebé eran William Stern y Mary Beth Whitehead. Con todo, el Tribunal Supremo remitió la cuestión de la custodia al tribunal inferior, para ser decidido de conformidad con el interés superior del menor, y este decidió atribuir la custodia al matrimonio Stern.
Tras aquel precedente, en varios estados de los Estados Unidos, así como Washington D. C., hay leyes que la contemplan y regulan. En concreto, California cuenta con jurisprudencia desarrollada entre 1993 y 2013 que establecen los lineamientos para ésta práctica.
La legislación varía con respecto a cada estado, existiendo cuatro situaciones posibles: estados donde una ley lo permite, estados donde está permitido pero con ciertas restricciones, estados en los que ninguna ley lo permite o lo prohíbe y estados donde una ley lo prohíbe y además está castigado. Dentro de los estados en los que se puede llevar a cabo los aspectos legales varían. Existe una pre-birth order y una post-birth order, en los estados en los que hay la pre-birth order no sería necesaria la existencia de la post-birth order pero aun así a veces existe por ratificación. En caso de no haber pre-birth order es totalmente necesario que exista la post-birth order para que el bebe sea reconocido como hijo de los futuros padres. La elección de la gestante debe ser en doble dirección, en primer lugar la gestante debe elegir a la familia y en segundo lugar esta familia debe aceptarla.

### Georgia
En este país de Asia solamente pueden recurrir a la gestación subrogada las parejas heterosexuales casadas en las que la mujer acredite no poder gestar por problemas médicos.

### India
En 2005, el gobierno indio aprobó el borrador de 2002 de las directrices nacionales para la acreditación, supervisión y regulación de clínicas. En 2013, se prohibió la subrogación por parejas homosexuales y padres solteros. En 2015, el gobierno prohibió la remuneración a las mujeres que gestaban los embriones de terceros. En 2016, Lok Sabha, la cámara baja del parlamento indio, presentó y aprobó un proyecto de ley de subrogación, que proponía permitir que solo las parejas indias heterosexuales casadas durante al menos cinco años con problemas de infertilidad accedan a gestación subrogada no remunerada. Sin embargo, este proyecto de ley caducó debido al aplazamiento sine die de la sesión del parlamento.

### México
En México es permitida  casos  tanto para familias heterosexuales, homoparentales e incluso extranjeros. Esto se deriva de la resolución de la Suprema Corte de Justicia de la Nación (SCJN)
En México, el 27 de enero de 2017, la Primera Sala de la Suprema Corte de Justicia de la Nación (SCJN) emitió la tesis jurisprudencial 08/2017, cuya aplicación se volvió obligatoria a partir del 30 de enero del mismo año. En esta, la SCJN determinó que, "la vida familiar entre personas del mismo sexo no se limita únicamente a la vida en pareja, sino que puede extenderse a la procreación y a la crianza de niños y niñas según la decisión de los padres.

### Reino Unido
La gestación subrogada en Reino Unido está regulada por la Ley de Acuerdos de Surrogación de 1985 y Ley de Fertilización Humana y Embriología de 1990. La ley prohíbe la gestación subrogada comercial, incluyendo las actividades intermediación. No es posible forzar legalmente el cumplimiento de los acuerdos de gestación subrogada, por lo que la gestante mantiene los derechos de maternidad sobre el hijo independientemente del acuerdo firmado.[cita requerida]
Si hay consentimiento de la gestante, es posible transferir la filiación del hijo mediante una Orden Parental o una Orden de Adopción. Algunas de las condiciones para conseguir una Orden Parental son:
- Los solicitantes deben estar casados, en una unión civil o en convivencia (incluyendo parejas del mismo sexo). Las personas solteras no puede solicitarla.
- El embarazo no puede haberse producido mediante contacto sexual.
- El niño debe vivir con los padres intencionales desde el nacimiento de este.
- En el momento de la solicitud de transferencia al menos uno de los padres intencionales debe estar domiciliado en el Reino Unido.
- Los solicitantes deben tener al menos una conexión genética parcial con el niño.
- La solicitud debe realizarse durante los 6 meses que siguen al nacimiento del niño.
- La gestante no puede dar su consentimiento a la transferencia hasta al menos 6 semanas después del nacimiento.
- Se debe demostrar que no ha habido ningún intercambio de dinero o beneficio que se salga de los gastos razonables del proceso.

### Rusia
La maternidad subrogada, incluida la comercial, es legal en Rusia y es accesible para prácticamente todos los mayores de edad que desean ser padres. Incluido parejas heterosexuales casadas, no casadas, solteros y solteras. Hay ciertas indicaciones médicas para acudir a la gestación por sustitución: ausencia del útero, malformaciones del útero o del cérvix, sinequia uterina, enfermedades somáticas en las cuales está contraindicado el embarazo, reiterados intentos fallidos de FIV cuando se generan embriones de alta calidad pero, una vez transferidos, no se consigue el embarazo.
En Rusia el primer programa de gestación por sustitución fue llevado a cabo en 1995 en el Centro de FIV adjunto al Instituto de Obstetricia y Ginecología de San Petersburgo. En general, los rusos ven con buenos ojos la gestación subrogada: los recientes casos de un célebre cantante y una famosa mujer de negocios que acudieron abiertamente a gestantes recibieron una cobertura mediática favorable.[cita requerida]
Algunas mujeres rusas como Ekaterina Zakharova, Natalija Klimova, y Lamara Kelesheva fueron abuelas mediante programas de fecundación post mortem: sus nietos fueron concebidos y gestados por madres de alquiler después de que fallecieran sus hijos.
La inscripción registral de los niños nacidos a través de la maternidad subrogada se rige por el Código de Familia de Rusia (artículos 51 y 52) y la Ley de Actos del Estado Civil (artículo 16). La gestante tiene que dar su consentimiento para que sea registrado el nacido. No se requiere para tal efecto ni una resolución judicial ni el procedimiento de adopción. El nombre de la gestante nunca consta en el certificado de nacimiento. No es obligatorio que el niño tenga el vínculo genético con por lo menos uno de sus padres comitentes.[cita requerida]
Los niños nacidos de vientres de alquiler por encargo de personas solteras o parejas de hecho heterosexuales se inscriben por analogía de ley (artículo 5 del Código de Familia), para lo cual puede necesitarse una resolución judicial. El 5 de agosto de 2009 un juzgado de San Petersburgo resolvió de forma definitiva los debates sobre si una mujer soltera puede recurrir a la gestación por sustitución, obligando al Registro Civil a inscribir a Natalia Gorskaya, de 35 años de edad, como la madre de su “hijo probeta”.
El 4 de agosto de 2010 un juzgado de Moscú dictaminó que un hombre soltero que había contratado un programa de gestación por sustitución con donación de óvulos podía ser registrado como el padre de su hijo, convirtiéndolo en el primer hombre en Rusia que defendió por vía judicial su derecho a ser padre. La filiación materna del niño no constaba en el certificado de nacimiento, el padre fue registrado como su único progenitor. Luego en el mismo sentido se pronunciaron varios juzgados rusos confirmando así que las personas sin pareja, indistintamente de su sexo u orientación social, pueden ejercer en Rusia su derecho a ser padre o madre a través de la gestación subrogada, por ejemplo en el caso singular de un vecino de San Petersburgo quien fue reconocido como el único padre de sus mellizos nacidos por gestación subrogada.
La legislación ha convertido a Rusia en un destino para los que viajan al extranjero en busca de las técnicas no disponibles en sus respectivos países. Los padres intencionales van a Rusia cuando, por edad avanzada, necesitan una donación de óvulos o buscan un vientre de alquiler. En Rusia los extranjeros gozan de los mismos derechos a la reproducción asistida que los rusos. Dentro de los tres días siguientes al parto la pareja comitente obtiene el certificado ruso de nacimiento, en el cual los dos constan como padre y madre.

### Ucrania
La maternidad subrogada, tanto en su forma comercial como altruista, es plenamente legal en Ucrania. El nuevo Código de Familia de Ucrania (art. 123, punto 2) dispone que, en caso de que el embrión generado por los cónyuges sea transferido a otra mujer, precisamente los cónyuges serán los padres del niño, incluso en los programas de gestación por sustitución. El punto 3 de dicho artículo consagra a los cónyuges la posibilidad de realizar la fecundación in vitro con ovocitos donados. En cualquier caso, se considerará que el embrión procede de los cónyuges. De tal modo, habiendo dado su consentimiento a la aplicación de las técnicas de reproducción asistida, los cónyuges ejercerán sin limitación alguna la patria potestad sobre los niños nacidos a consecuencia de dichas técnicas. El aspecto médico de esta cuestión viene regulado por la Orden del Ministerio de Salud de Ucrania nº 771, del 23 de diciembre de 2008.[cita requerida]
En 2013, la Resolución del Ministerio de Salud de Ucrania Nº 771 perdió su fuerza al promulgarse una nueva ley. Ahora la gestación subrogada y la donación de óvulos en Ucrania están reguladas por la Resolución del Ministerio de Salud de Ucrania Nº 787.
Después del nacimiento la pareja obtiene el certificado ucraniano de nacimiento, en el cual los dos constan como padre y madre. En caso de que han recurrido a una donación, no tiene importancia alguna la relación genética incompleta con el nacido.[cita requerida] Si la relación genética es solo con el padre de intención, la gestante deberá renunciar a su maternidad, para que la madre de intención pudiera adoptar al bebé.[cita requerida]
Si ninguno de los padres pudiera aportar los gametos, la gestación subrogada no se podría llevar a cabo, ya que tendría que tener vínculo genético con al menos uno de los cónyuges, normalmente, el padre. Asimismo, estaría prohibida para parejas homosexuales y madres o padres solteros.[cita requerida]

### Unión Europea
La gestación subrogada no está regulada a nivel europeo.
El Parlamento Europeo, en el Informe anual de 2014 sobre los derechos del hombre y la democracia y sobre la política de la UE en esta materia, “Condena la práctica de la gestación por sustitución, que es contraria a la dignidad humana de la mujer, ya que su cuerpo y sus funciones reproductivas se utilizan como una materia prima; estima que debe prohibirse esta práctica, que implica la explotación de las funciones reproductivas y la utilización del cuerpo con fines financieros o de otro tipo, en particular en el caso de las mujeres vulnerables en los países en desarrollo”.
Posteriormente el Parlamento Europeo, en la Resolución del Parlamento Europeo, de 5 de julio de 2016, sobre la lucha contra la trata de seres humanos en las relaciones exteriores de la Unión, matiza la condena a la trata de seres humanos para la gestación subrogada forzosa e insta a los Estados miembros a analizar las implicaciones de sus políticas reproductivas restrictivas.

#### España
En España los contratos de gestación por sustitución son nulos de pleno derecho, de manera que la filiación corresponde a los padres biológicos, según el artículo 10 de la Ley 14/2006, de 26 de mayo, sobre técnicas de reproducción humana asistida. Sin embargo, en España, la filiación de un niño nacido mediante gestación subrogada, a favor de los padres intencionales es posible si se cumplen una serie de requisitos recogidos en la Instrucción del 5 de octubre de 2010 de la Dirección General de los Registros y del Notariado, sobre el régimen registral de la filiación de los nacidos mediante gestación por sustitución.
En España es a partir del denominado caso cero en 2009 cuando cobra relevancia por la universalización de su práctica y porque ha dejado de ser un procedimiento reproductivo que se ocultaba, a veces incluso a la propia familia.
Dos sentencias del Tribunal de Derechos Humanos de Estrasburgo de 26 de junio de 2014 obligarían al Ministerio de Justicia a dar la orden a los consulados de España de volver a inscribir en el registro civil a bebés nacidos por gestación subrogada en el extranjero después de que el Tribunal Supremo dictase una sentencia en febrero del mismo año por la cual los bebés nacidos mediante esta técnica no podían ser inscritos como españoles por no ser legal esta práctica de reproducción en España. El mismo tribunal, el 20 de octubre de 2016, dio un paso más allá y falló a favor de reconocer la equiparación de derechos laborales de los padres de hijos nacidos mediante la técnica de gestación subrogada en el extranjero, reconociendo por primera vez su derecho a cobrar las prestaciones por maternidad de la Seguridad Social.
El 19 de mayo de 2017, el Comité de Bioética de España publicó un informe sobre los aspectos éticos y jurídicos de la maternidad subrogada y su conclusión fue la del rechazo a esta práctica basándose en razones éticas y en sentencias del Tribunal Supremo contra la inscripción de bebés nacidos mediante esta práctica, aunque obviando otras sentencias posteriores del mismo tribunal en sentido contrario. Como destaca el prof. de Verda, el Informe se muestra, con toda claridad, en favor de mantener la nulidad del contrato de gestación por sustitución establecida en el art. 10.1 de la Ley 14/2006, por entender que dicho contrato es contrario a la dignidad de la mujer y al interés superior del niño. Dice, así, que atenta “contra la dignidad de la mujer porque permite que su cuerpo se convierta durante nueve meses en mero instrumento para satisfacer los deseos de otros. Así sucede en todo caso en la maternidad subrogada comercial, pero también (para la mayoría de los miembros de esta comisión) en la altruista. En ambas modalidades el parto supone la ruptura del vínculo humano más fuerte que pueda existir, como es el que une a una madre con su hijo, porque está basado tanto en la voluntad como en el cuerpo. También atenta contra el interés superior del niño porque rompe su vínculo materno tras el parto y le expone a un riesgo frecuente y grave de cosificación”. Pero, además, llama la atención al Estado sobre la necesidad de intervenir para garantizar “la nulidad de los contratos de gestación subrogada independientemente del lugar en que se celebren”. Denuncia que “Aprovechando las leyes permisivas de algunos países, ciudadanos españoles celebran este tipo de contratos en el extranjero y, a continuación, logran inscribir la filiación de los niños obtenidos por esta vía en el Registro Civil de España” y constata que “Este tipo de contratos e inscripciones contradicen el parecer del Tribunal Supremo, que se manifestó sobre este asunto en 2014 y 2015, declarando su nulidad y los demás efectos que esta comporta”. Ante ello recomienda que España promueva en la Comunidad Internacional medidas tendentes a lograr una prohibición universal de la maternidad subrogada y acometa una reforma legal orientada a conseguir “que la nulidad de esos contratos sea también aplicable a aquellos celebrados en el extranjero, refiriéndose concretamente a “la posibilidad de sancionar a las agencias que se dedicaran a esta actividad”.
El 9 de diciembre de 2024, la Sala de lo Civil del Tribunal Supremo rechazó el reconocimiento a un contrato de gestación subrogada validado en Estados Unidos a una pareja, basándose en que esta práctica es contraria al orden público debido a que supone una explotación de la mujer y daña los intereses superiores del menor.
Según la sentencia del Tribunal Supremo, la gestación subrogada cosifica tanto a la madre gestante como al menor, convirtiéndoles en cosas con las que se puede comerciar y privándoles de la dignidad de seres humanos. Considera que la gestación subrogada es un atentado contra la integridad física de la madre gestante, que puede verse obligada a someterse a tratamientos hormonales para conseguir el embarazo. También atenta a la integridad física del menor, debido a que no existen controles para determinar la idoneidad de los padres. Asimismo priva a éste del derecho a conocer su origen biológico.
Esta sentencia constituye un freno a las agencias de intermediación en la gestación por sustitución para que no puedan asegurar a quienes acudan a ellas el reconocimiento casi inmediato de la filiación derivada de un contrato de gestación subrogada realizado en otro país.

#### Grecia
En 2002 se introdujo en Grecia la ley 3089/2002 sobre reproducción humana asistida médicamente que incorporaba reglas específicas para permitir la subrogación, dándole un marco legal y regulando la transferencia de filiación.
Las leyes griegas regulan esta técnica solamente en el caso de que no haya ningún vínculo genético entre la gestante y el o los embriones. Además solo pueden acceder a ella mujeres con pruebas médicas que confirmen la imposibilidad de gestar por sí mismas. Adicionalmente ambas mujeres implicadas en el proceso deben ser residentes en Grecia.[cita requerida]
En 2014 Grecia traspasó una nueva frontera en su legislación en materia de reproducción asistida, al suprimir la obligación de contar con una residencia permanente en el país a las gestantes y a las parejas con problemas de fertilidad.

#### Portugal
En Portugal existía un proyecto de ley en estudio desde 2014, finalmente se materializó en el Decreto N.º 27/XIII que se aprobó el día 13 de mayo de 2016 con el apoyo del Bloco de Esquerda. Sin embargo, el presidente Marcelo Rebelo de Sousa lo vetó el 7 de junio de 2016 entendiendo que no daba garantías suficientes para el bebé o la gestante. Finalmente, el 30 de julio de 2016 promulgó la norma que establecía la gestación subrogada altruista para mujeres que carecen de útero o que demuestren no poder llevar a cabo un embarazo.
El 1 de agosto de 2017 entra en vigor la ley 25/2016 del 22 de agosto que regula la gestación por sustitución o gestación subrogada para mujeres que no pueden quedarse embarazadas por ausencia de útero, que sufran algún tipo de lesión o dolencia en ese órgano que se lo impida o cuando "la situación clínica lo justifique". Esta regulación deja de lado a los homosexuales, que no podrán acceder a este tratamiento. Esta ley fue declarada inconstitucional en 2018, pero tras añadir el derecho al arrepentimiento de la gestante, se aprobó en 2021 aunque no es posible acogerse a ella debido a que no está todavía desarrollado el reglamento que permita su aplicación. La normativa salió adelante con los votos a favor de los socialistas, el Bloque de Izquierda (BE), los animalistas del PAN, los liberales, los Verdes, y la diputada independiente Joacine Katar Moreira. 
En los procesos de gestación subrogada en Portugal intervienen el Consejo Nacional para la Procreación Médica Asistida (CNPMA), la Sociedad Portuguesa de Medicina Reproductiva y del Colegio Médico y la Asociación de Psicólogos.

## Tipos

### Gestación subrogada tradicional o gestacional
Hay dos tipos de subrogación según la relación genética de la gestante con el bebé: la subrogación gestacional (la más común) y la subrogación tradicional (llamada a veces "maternidad subrogada"). 
- En la subrogación gestacional la gestante no tiene relación genética directa con el bebé. En este caso se utiliza la fecundación in vitro con óvulos aportados por la madre intencional o una donante[71], y esperma normalmente aportado por el padre intencional. Este tipo de subrogación también ofrece una mayor protección a la gestante frente a la posibilidad de tener que asumir en un futuro la responsabilidad del bebé, ya que hay menos riesgo de que no se reconozca la filiación legal del recién nacido.[72]
- En la subrogación tradicional la gestante aporta también sus propios óvulos y por lo tanto, tendrá una relación genética directa con el bebé. Por eso se denomina a veces maternidad subrogada, ya que no se trata sólo de una gestación posterior a la fecundación. Desde la aparición de los métodos de reproducción asistida, en particular la fecundación in vitro, este método "tradicional" casi ha desaparecido de la práctica, puesto que esta técnica está prohibida o altamente restringida en la mayoría de los países.[73]

La subrogación tradicional ha ido cayendo en desuso, y la subrogación gestacional se ha convertido en la norma. También por este motivo, las gestantes suelen negarse a que se les llame "madre subrogada", ya que no serán las madres a nivel biológico (óvulos ajenos) y tampoco a nivel legal.

### Comercial o altruista
Es habitual distinguir los casos de subrogación según la presencia de motivación económica. Se conoce como subrogación comercial aquella en la que la gestante participa por una compensación económica, mientras que se conoce como subrogación altruista aquella que se realiza de forma altruista, por una motivación de satisfacer el deseo ajeno de la maternidad en un entorno libre de presión y/o coerción para la gestante.
En la práctica, en la subrogación altruista, la gestante puede ser reembolsada por los gastos causados por el embarazo. En los países regulados, estos reembolsos se limitarán a categorías muy específicas (medicamentos, transporte al hospital...), tendrán que hacerse previa presentación de facturas y, a veces, incluso a través de un tercero encargado de verificar el carácter altruista de la subrogación. Canadá, por ejemplo, tiene una regulación muy restrictiva de estos reembolsos, mientras que el Reino Unido los restringe a "gastos razonables y justificados".
La ESHRE considera que «[e]l pago por los servicios es inaceptable; sólo el reembolso de los gastos razonables y de compensación por pérdida de ingresos reales deben ser considerados». Esta es la línea seguida por la mayoría de las sociedades y autoridades en la materia, como la American Fertility Association. El Comité de ética de la ASMR ha editado una guía en la que se señala que las gestantes deben recibir una justa y razonable compensación económica, que no interfiera con factores que sean problemáticos desde la perspectiva de la justicia social.
Según las corrientes a favor de la práctica, lo que es razonable depende de un equilibrio que prevenga la mercantilización, que impida utilizar la subrogación para evitar las molestias de un embarazo y otros tipos de banalización, y por otro compense el tiempo, los inconvenientes, los riesgos y las molestias asociadas con el embarazo, el parto y el puerperio.[cita requerida]
Sin embargo, los detractores de esta práctica señalan que, incluso en un proceso altruista en el que no se paga a la gestante, les padres intencionales tendrán que pagar varios otros gastos (clínicas, abogados, viajes, etc.). La filósofa Sylviane Agacinski, perteneciente al movimiento internacional StopSurrogacyNow, ha llamado la atención sobre la idea de que «dondequiera que se da esta práctica hay siempre un mercado, nunca es gratuito.»[cita requerida]
Para los reglamentaristas, la compensación es coherente con el reconocimiento de que la compensación por la donación de gametos es ética. Es también coherente con la compensación por otras situaciones, tales como la participación en la investigación médica en la que los individuos reciben una reparación por las actividades de tiempo, el estrés, el esfuerzo físico que exigen y el riesgo que implican los estudios en voluntarios sanos. Para ellos, la compensación debe ser proporcional al tiempo invertido y basarse en: duración de exámenes y valoración previa de la gestante, número de ciclos hasta lograr gestación, la duración del embarazo y puerperio, los riesgos para el empleo, las cargas en otros miembros de la familia, las complicaciones médicas o quirúrgicas asociadas, etc.[cita requerida]

### Extrafamiliar o intrafamiliar
En algunos casos se dan acuerdos de subrogación dentro de la propia familia. Esto plantea algunos problemas adicionales a nivel médico y ético, especialmente en aquellos casos en los que la relación genética resultante fuese equivalente a la de relaciones de incesto o consanguinidad de primer grado. Aun no mediando dinero de por medio, puede existir coerción o presión moral sobre la gestante, especialmente en el caso de hijas y hermanas.

## Actores involucrados en la práctica

### Contratantes
La subrogación es vista, normalmente, como solución de último recurso para tener hijos. Las parejas heterosexuales que recurren a la subrogación citan habitualmente la infertilidad como principal motivo y descartan la adopción, bien porque no desean recurrir a esta o bien porque no son aptos. Más allá de la infertilidad, también recurren a la subrogación parejas homosexuales. En menor medida, es también una opción para padres solteros.

## Técnicas

### Inseminación artificial
La inseminación artificial es la técnica aplicada en el caso de la subrogación tradicional o parcial. Los métodos más simples de inseminación artificial (tanto con semen de la pareja como de donante) consisten en observar cuidadosamente el ciclo menstrual de la mujer, depositando el semen en su vagina justo cuando un óvulo es liberado. Procedimientos más complicados, como depositar los espermatozoides directamente en el útero, son empleados según cada caso y aumentan la probabilidad de que la fecundación tenga éxito.[cita requerida]

### Fecundaciónin vitro
La técnica de reproducción asistida que hace posible la subrogación gestacional es la fecundación in vitro (FIV o IVF por su sigla en inglés). Esta es una técnica por la cual la fecundación de los ovocitos por los espermatozoides se realiza fuera del cuerpo de la gestante. El proceso implica el control hormonal del proceso ovulatorio, extrayendo uno o varios ovocitos de los ovarios maternos, para permitir que sean fecundados por espermatozoides en un medio líquido. El ovocito fecundado puede entonces ser transferido al útero de la mujer, en vistas a que anide en el útero y continúe su desarrollo hasta el parto.[cita requerida]

## Precisiones de terminología

### Filiación
Existen guías elaboradas para la práctica de las técnicas de reproducción asistida, en general, y la gestación por sustitución en particular, como la canadiense “Gestación por sustitución: Una Guía para Proveedores de Cuidado Prenatal Salud de Canadá” aparecida en 2007 o la elaborada por la Federación Internacional de Ginecología y Obstetricia (FIGO) en 2008. Se[¿quién?] está generando también una amplia documentación en países donde su prohibición está muy asentada como Francia. Todos estos trabajos tienen una línea común, a la luz de las nuevas tecnologías, el parentesco social y la intencionalidad, hay una problemática fundamental, la determinación de la filiación. Precisamente por esto, se[¿quién?] considera fundamental la clarificación de la terminología con palabras que no tengan imparciales que dignifiquen la técnica y a la mujer que gesta.

## Aspectos psicosociales
Las situaciones y tesituras, psicológicas o sociales, asociadas a la gestación por sustitución, se encuentran en un activo proceso de estudio, aunque ya se conocen muchos datos. Se han insinuado posibles conflictos que pueden afectar a cada uno de los implicados en el proceso.[cita requerida]

### Padres intencionales
Los avances en la tecnología de reproducción asistida, como la donación de óvulos y gestación subrogada, ha introducido a una nueva cohorte de padres y nuevas constelaciones familiares. Dentro del contexto apropiado (asesoramiento, implicación, protocolos de detección de anomalías), generalmente se experimenta como un procedimiento positivo, lo cual es comprensible ya que es su única oportunidad de ser padres. Además las relaciones con la gestante subrogada son buenas en general y se mantienen a lo largo del tiempo. Sin embargo, en algunas ocasiones surgen dificultades, sobre todo en caso de requerirse la donación de gametos. La sensación de fracaso puede aparecer, si bien tal situación es poco frecuente. Se han estudiado los teóricos problemas derivados de las nuevas tecnologías, en relación con consecuencias negativas para la relación padre-hijo o el ajuste psicológico del niño. Los datos señalan que tales efectos negativos son, hasta ahora, infundados.
Otro posible punto de preocupación es la estabilidad de las parejas en las familias creadas por inseminación artificial, donación de óvulos y subrogación. Los trabajos a largo plazo, con seguimiento a hasta 10 años, no ha encontrado diferencias entre familias creadas a través de técnicas de reproducción asistida o no.

### Hijo
La situación y evolución del menor es fuente de inquietud y por ello se multiplican los estudios, creciendo la información disponible a buen ritmo en los últimos años. Algunos riesgos son conocidos: riesgo de rechazo o riesgo de ser objeto de un conflicto entre las partes, pero son una auténtica rareza. Lo que sí parece evidente, en estudios a largo plazo, es que el conocimiento de la propia historia es importante y este conocimiento no se produce igual para las diversas técnicas de reproducción asistida. Al parecer, el derecho del menor a conocer su origen se respeta mucho más en caso de gestación por sustitución. Un estudio examinó familias en las que los niños no tienen un vínculo, genético y/o gestacional con sus padres cuando los niños tenían 7 años de edad. Alrededor de la mitad de los niños concebidos por donación de óvulos y casi tres cuartas partes de los concebidos por inseminación artificial desconocían esta circunstancia. Por el contrario, casi todos los padres de subrogación habían dicho su hijo cómo nacieron. Otros estudios longitudinales apoyan este punto de vista. Un reciente trabajo de 2013 ha evaluado los aspectos psicosociales en familias creadas mediante donación de gametos o subrogación, realizando un cuestionario cuando los niños tenían de 3, 7 y 10 años. Se preguntó a los padres a la edad de 7 años si habían informado al niño de sus orígenes. Todas las familias creadas mediante subrogación habían informado del proceso, frente a solo un 30% en el caso de donación de óvulos o semen. Casi todos los padres que habían informado referían haber comenzado este proceso antes de que el niño tuviese 4 años y ninguno informó que su hijo hubiese presentado dificultades. Es más, las conclusiones de este trabajo sugieren que la relación biológica entre padres e hijos no es esencial para el ajuste positivo del niño. Varias investigaciones apoyan estos supuestos.
Al igual que en otras situaciones, la información sobre el modo en que ha sido concebido y nacido debe ser precoz. En los estudios disponibles la edad del niño cuando se le comunica este hecho y la forma de esa comunicación condicionan su reacción. Los niños pequeños tienden a mostrar curiosidad por su progenitor genético y el deseo de descubrir más acerca de él. También los adolescentes suelen desear conocer más acerca de su donante, de modo similar a lo que se ha descrito sobre personas adoptadas que buscan a sus padres biológicos. Por el contrario, los que conocen su origen en la etapa adolescente tardía o adulta, sobre todo si el conocimiento es accidental o por circunstancias adversas, como un divorcio, parecen mostrar las respuestas más negativas con ira hacia sus padres y sentimientos de traición y desconfianza.
Recientemente, en 2017, Irene Woo llevó a cabo un estudio de los efectos físicos en este proceso, en él, aumenta los resultados perinatales adversos, incluidos el parto prematuro, bajo peso al nacer, hipertensión, diabetes gestacional materna y placenta previa, en comparación con los embarazos concebidos espontáneamente por la misma mujer.

### Gestante
Aunque no se ha demostrado la existencia real de este riesgo ni aun para la depresión posparto, que no parece estar incrementada.
Se han estudiado las relaciones a largo plazo entre gestantes y las familias. Un estudio controlado de 102 casos de gestación subrogada muestra que la mayoría de las gestantes mantenían contacto con las familias 7 años después y reportaron relaciones positivas. Otro estudio 10 años después, muestra que las relaciones habían superado las expectativas en todos los casos y ninguna de las 20 gestantes participantes en el estudio se arrepentía de haber participado en un proceso de gestación subrogada, que consideran una experiencia positiva.
En cuanto a su motivación, según un estudio realizado en el Reino Unido, donde la gestación subrogada comercial es ilegal, las gestantes dieron múltiples razones para su decisión de convertirse en gestante para otra persona. La motivación más común, 91%, fue "queriendo ayudar a una pareja sin hijos", el 15% dijo "disfrutar del embarazo" como motivo para optar por la gestación subrogada, y el 6% dijeron "realización personal". Solo el 3% dijo que el pago fue un factor motivador. 
Son casos excepcionales aquellos que la gestante decide quedarse con el niño y casi todos los conocidos datan del inicio de la generalización de la técnica, como es el caso de «Baby M», en Estados Unidos. Las clínicas indican que los estudios más recientes no muestran especial problemática.
Se ha cuestionado la ética del proceso al interpretarse que se hace preciso la «objetificación» de la gestante para reducir la disonancia cognitiva, además de plantearse que la separación del niño de su gestante afectaría a los primeros estadios de desarrollo del bebé. En un estudio de la práctica de la subrogación en la India, se han citado problemas en la gestante que incluyen la depresión postparto y una estigmatización social, en un contexto de explotación de aquella, generalmente de bajo nivel económico y cultural, en un mercado en el que la falta de regulación favorece el aprovechamiento de esta situación por parte de las clínicas, en detrimento de los intereses de las mujeres gestantes.
En 2014, Marcus Agnafors realizó un análisis ético de los "argumentos de daño" que suelen usarse a la hora de defender o no la gestación subrogada. El primero de ellos es el daño potencial que se genera al bebé cuando lo separaran de la mujer que lo ha gestado, y es que es innegable que entre ambos se desarrolla un vínculo que va mucho más allá de la genética; por lo que ver a la gestante como una mera portadora temporal de la criatura es algo frívolo. Como conclusión, Marcus alude que el hecho de ser gestante no es perjudicial para el bebé; mientras que entregarlo sí puede ser considerado un daño potencial. El segundo argumento que analiza es la tendencia a desarrollar poco apego por parte de la gestante hacia el bebé, debido a que el final del proceso es la separación. En este aspecto, Marcus concluye que la subrogación es perjudicial en el sentido de que pone al feto en riesgo de una manera que generalmente no lo hace un embarazo normal, en el que sí se desarrolla un fuerte apego entre gestante y criatura.
En 2016 se realizó un meta-estudio que recogía las conclusiones de más de 50 investigaciones con revisión por pares sobre aspectos referentes a las gestantes y también sus relaciones con los padres de intención y la descendencia. La conclusión es que no constan artículos científicos controlados que emitan conclusiones negativas para alguna de las partes.

### Hijos propios de la gestante
La información disponible, si bien limitada, apunta hacia la escasez de efectos negativos. Las consecuencias psicológicas para los hijos de la gestante han sido evaluadas en un estudio sobre 36 casos de hijos propios. Según este estudio, las relaciones familiares dentro de la propia familia de la gestante son buenas y los niños no se ven afectados negativamente como resultado de la decisión de su madre de ser una gestante por sustitución.

### Relaciones paterno/materno filiales
La revisión de los estudios sobre familias creadas por las nuevas tecnologías han concluido que los padres con frecuencia se encuentran emocionalmente más involucrados en la crianza del niño nacido por alguna técnicas de reproducción asistida que los padres de niños concebidos forma natural. No hay evidencia de la necesidad de ajustes psicológicos en los menores ni se encuentran diferencias reseñables entre familias creadas por reproducción natural frente a las creadas por TRA. A nivel práctico, esto quiere decir que las preocupaciones surgidas en relación con posibles consecuencias negativas en la relación padre-hijo o a ajustes psicológicos especiales en el niño carecen de fundamento.

## Aspectos biológicos
A nivel hormonal, la progesterona juega un importante papel, ya que la bajada que se produce en el parto, induce la liberación de oxitocina, que producirá una serie de cambios fisiológicos tanto en la gestante como en el bebé.
Tras el parto tiene lugar un periodo de vital importancia llamado periodo sensitivo, donde el contacto piel con piel determinará que se produzca un vínculo madre-bebé que ayudará a la correcta interacción entre ambos. Esta interacción produce una estimulación vagal que desemboca en la liberación de oxitocina. Esta hormona actúa como neuromodulador a nivel cerebral y está implicada en diferentes procesos sociales como el apego, el cuidado, la memoria social y el comportamiento materno. También interviene en el estrés, ansiedad, miedo, alimentación o captación de olores. Además, la oxitocina produce las contracciones del útero postparto, lo que ayuda a disminuir el riesgo de hemorragias. Estudios sugieren que en el bebé, la oxitocina mejora el ritmo cardíaco y respiratorio, el consumo de oxígeno y la glucosa en sangre. El vínculo favorece el desarrollo neurológico de la criatura durante los primeros años de vida.
Por otra parte, un estudio (Woo et al, 2017) muestra cómo nacen significativamente más bebés prematuros y con menos peso mediante gestación subrogada en comparación con bebés concebidos de forma natural. Además, las gestantes de estos bebés desarrollaron más complicaciones obstétricas como hipertensión, diabetes gestacional y requerimiento de antibióticos, entre otros.
Además, el estrés de la gestante, así como trastornos de ansiedad y depresión pueden estar implicados en la aparición de psicopatologías en el desarrollo infantil. En este sentido, varios mecanismos epigenéticos estarían contribuyendo a tales condiciones. La fundación IVI realizó un estudio en el que se sugiere la secreción de miRNA por parte del endometrio, que es adquirido por el embrión aún no implantado, lo que modifica su patrón transcripcional. Todo ello pese a que el embrión no tuviese información genética de la gestante. De esta forma, prácticamente desde la fecundación se está estableciendo una relación entre la gestante y el embrión.
En cuanto a los partos por cesárea (muchos procesos de gestación subrogada terminan con una cesárea programada), se expone a un mayor riesgo de alergias, diabetes o leucemia al bebé. Esto se debe a una alteración de los patrones de metilación del ADN con respecto a los nacidos por vía vaginal.
Un aspecto muy interesante de la relación gestante-feto es la migración de células fetales al cuerpo de la gestante, incluyendo varios tejidos como médula ósea, sangre, piel, hígado e, incluso, cerebro. De esta forma, se produce un microquimerismo fetomaternal, lo que puede suponer importantes implicaciones para el sistema inmunológico materno. Entre las células fetales encontradas en la gestante se incluyen trofoblastos, linfocitos, eritroblastos y células madre mesenquimales. También pueden pasar células maternas al feto.
Los mecanismos por los que se puede producir este fenómeno se desconocen, aunque existen tres hipótesis para explicarlo: hemorragias microtraumáticas, deportación de trofoblastos y adhesión y transmigración.

## En la cultura popular
Esta práctica, en sus diversas variantes, ha sido un tema tratado en la cultura popular, tanto en el cine como en novelas y series.
Algunas películas sobre vientres de alquiler son Femmes ou maîtresses (Jean-Marie Pallardy, 2001), Como los demás (Vincent Garenq, 2008) y Melody (Bernard Bellefroid, 2014).
También en las series de televisión se ha visto representada esta práctica. En la cuarta temporada de la aclamada serie Friends, el personaje de Phoebe Buffay (Lisa Kudrow), presta su vientre para los trillizos de su hermano Frank.